# Vibrogram

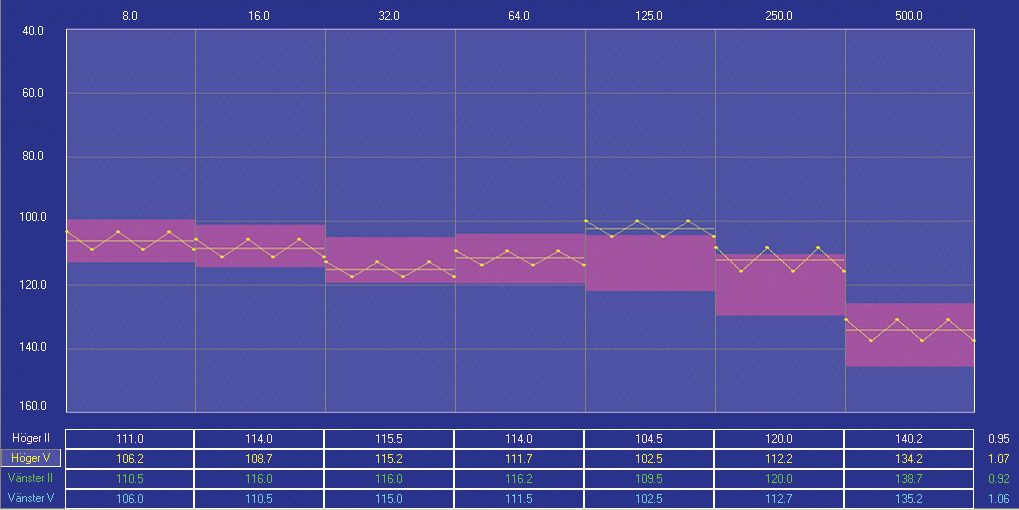
Exempel på vibrogram

Vibrogram är en grafisk kurva över uppmätta vibrationsreaktioner från olika ställen på kroppen. Till exempel kan den visa vibrationen i ett finger i förhållande till en åldersrelaterad normalkurva. Ett vibrogram registreras med ett instrument där vibrationskänsligheten (VPT, Vibrotactile Perception Thresholds) i handen undersöks vid sju olika frekvenser mellan 8 och 500 Hz med så kallad multifrekvens vibrametri.
Handens olika mekanoreceptorer reagerar vid specifika frekvensområden varför det inte räcker med att bara mäta vid en frekvens för att få en total bild av vibrationskänsligheten.
Vid undersökningen registreras ett vibrogram som vanligtvis har en karakteristisk form. En försämrad vibrationskänslighet resulterar i en förändring av kurvan som är lätt att identifiera. Vid varje undersökning visas en åldersrelaterad normalkurva med standarddeviationer på skärmen. Patientens vibrogram kan därmed jämföras direkt mot åldersrelaterade normalvärden varvid resultatet redovisas i mätenheten SI.